# 魔耶一星
魔耶一星（まや いっせい）は、日本のプロマジシャン。

## 概要
- 3歳の頃にマジックを始め、１５歳でプロデビュー。
- クロースアップマジックからイリュージョンまで殆どの分野のマジックをこなす世界でも稀有なマジシャン。

　　中でもコインマジックに対する造詣が深く、本人も一番好きな分野だという。
- 常時3000を超えるマジックのレパートリーを持ち、その腕前は七日間違うマジックを演じ続けられる程のものである。
- マジシャン セロ を筆頭に国内外の数多くのマジシャンやマジック番組のプロデュースを手掛け、2004年のマジックブームの影の仕掛け人といえる。
- 2009年マジックエンターテインメントグループ『マヤファミリー』を発足し活動。
- プロ、アマチュア問わずマジシャンにもマジックを教える機会が多く、その事について「（自分の考案したマジックが他の手品師に演じられても）奇術界が発展してくれ、その結果いい効果が望めるので自分が有名にならなくても構わない」と番組のインタビューで答えている。
- 2008年の12月にテレビ朝日の「GODHAND 新世代マジシャン決定戦」[1]で一回戦はカードマジック、決勝戦はメンタルマジックを演じ、第二位[2]に輝く。

身長162cm 体重62kg 趣味 美しいものを見たり集めたりする事。
- 2012年9月『見破れ‼トリックハンター3』に出演。マジック界のBIG3の前でマジックを披露し、トリックを見破られなければ賞金100万円という内容だったが、

　　BIG3の出した解答が間違いとは言えないものの完璧なものではなかったため引き分け扱いとなった。
- 日本テレビ『Newsエブリィ』にて荒川静香と共演、荒川静香を出現させるイリュージョンを披露した。
- 『ビートたけしの世界まる見えテレビ特捜部』でビートたけしと共演。『ミュージックラバーズ』では加藤ミリヤ、渡辺直美と共演。
- 『ギャラを決めるのはあなた！世界一のショータイム』に唯一のマジシャンとして出演。
- 三浦知のコンサートツアーでマジック監修を行う。また映画『青天の霹靂』では大泉洋と劇団ひとりにマジック指導をした。
- notallミュージックトークライブ『 6U 』（2020年9月23日、wallop）[3]